# Diplocephalus guidoi
Diplocephalus guidoi es una especie de araña araneomorfa del género Diplocephalus, familia Linyphiidae, orden Araneae. La especie fue descrita científicamente por Frick y Isaia en 2012.

## Descripción
El cuerpo del macho mide 2,04 milímetros de longitud y el de la hembra 2,63 milímetros.

## Distribución
Se distribuye por Italia.